# 张瑞坤
张瑞坤（1931年—），女，浙江平湖人，中国电影录音师，北京电影学院教授，中国电影金鸡奖最佳录音。曾任中国电影家协会理事。